# 通州楊氏
通州楊氏（トンジュヤンし、朝鮮語: 통주양씨）は、朝鮮の氏族の一つ。本貫は中華人民共和国北京市通州区である。2000年の調査では、83人である。2015年の調査では5人未満となる。
始祖は、中国通州出身の楊福吉である。楊福吉は明が清に滅ぼされた時に明の復興を望み、義兵を起こしたが捕まられ、瀋陽に抑留された。その後、丙子の乱で清の人質となっていた昭顕世子と鳳林大君が李氏朝鮮に帰国する際に明の復興を望む9人の中国人（黄功、王文祥、王以文、王美承、馮三仕、裵三生、鄭先甲、楊福吉、柳溪山）を共に連れ帰った。